# 17273 Karnik
17273 Karnik este un asteroid din centura principală de asteroizi.

## Descriere
17273 Karnik este un asteroid din centura principală de asteroizi. A fost descoperit pe 5 iunie 2000 la Socorro, New Mexico, în cadrul proiectului LINEAR. Asteroidul prezintă o orbită caracterizată de o semiaxă mare de 2,27 ua, o excentricitate de 0,02 și o înclinație de 5,4° în raport cu ecliptica.